# Макаров, Алексей Трифонович
Алексе́й Три́фонович Мака́ров (20 апреля 1922; село Красная Криуша, Тамбовская губерния — 27 ноября 1988, Москва) — Герой Советского Союза (1946), генерал-майор авиации (1981), кандидат военных наук (1967), доцент (1969).

## Биография
Родился 20 апреля 1922 года в селе Красная Криуша Тамбовского уезда Тамбовской губернии (ныне Тамбовского района Тамбовской области). С 1929 года жил в городе Козлов (ныне — город Мичуринск Тамбовской области). В 1940 году окончил 10 классов школы и Мичуринский аэроклуб.
В армии с ноября 1940 года. В 1942 году окончил Балашовскую военную авиационную школу лётчиков.
Участник Великой Отечественной войны: в ноябре 1942 — мае 1945 — лётчик, старший лётчик и командир звена 568-го (с октября 1944 — 187-го гвардейского) штурмового авиационного полка. Воевал на Калининском, Западном и 2-м Украинском фронтах. Участвовал в Орловской, Смоленской, Ясско-Кишинёвской, Дебреценской, Будапештской и Венской операциях. В начале 1944 года был легко ранен в лицо и контужен при вынужденной посадке на подбитом самолёте. За время войны совершил 122 боевых вылета на штурмовике Ил-2 на разведку и штурмовку скоплений вражеских войск.
За мужество и героизм, проявленные в боях, указом Президиума Верховного Совета СССР от 15 мая 1946 года гвардии старшему лейтенанту Макарову Алексею Трифоновичу присвоено звание Героя Советского Союза с вручением ордена Ленина и медали «Золотая Звезда».
После войны до октября 1946 года продолжал службу в строевых частях ВВС заместителем командира авиаэскадрильи (в Южной группе войск, Румыния). В 1951 году окончил Военно-воздушную академию (Монино), в 1959 году — адъюнктуру при Военной академии имени М. В. Фрунзе. В 1951—1980 — преподаватель и старший преподаватель кафедры ВВС в Военной академии имени М. В. Фрунзе. В ноябре 1962 — сентябре 1963 проходил стажировку на должности начальника оперативного отделения штаба истребительной авиадивизии (в Закавказском военном округе), в январе-апреле 1971 — на должности начальника оперативного отдела штаба ВВС Московского военного округа. В 1980—1982 — заместитель начальника штаба ВВС Прикарпатского военного округа. С декабря 1982 года генерал-майор авиации А. Т. Макаров — в запасе.
В 1983—1986 годах работал преподавателем в Московском технологическом институте лёгкой промышленности.

Могила Макарова на Кунцевском кладбище Москвы.

Жил в Москве. Умер 27 ноября 1988 года. Похоронен на Кунцевском кладбище в Москве.

## Награды
- Герой Советского Союза (15.05.1946);
- орден Ленина (15.05.1946);
- три ордена Красного Знамени (6.10.1943; 21.10.1944; 20.02.1945);
- два ордена Отечественной войны 1-й степени (5.01.1945; 11.03.1985);
- орден Красной Звезды (30.12.1956);
- орден «За службу Родине в Вооружённых Силах СССР» 3-й степени (30.04.1975);
- медали;
- иностранные награды.